# بريندا مادوكس
بريندا مادوكس (بالإنجليزية: Brenda Maddox)‏ هي كاتبة سير وكاتِبة وصحفية أمريكية، ولدت في 24 فبراير 1932 في Bridgewater, Massachusetts ‏ في الولايات المتحدة، وتوفيت في 16 يونيو 2019.